# Acursed
Acursed är ett svenskt hardcoreband från Söderköping. Bandet bildades i början av 1990-talet och gav ut sin första skiva, A Fascist State ... in Disguise, 1998.

## Diskografi

### Album
- 1998 - A Fascist State ... in Disguise
- 2003 - Livet är den längsta vägen till helvetet
- 2008 - Tunneln i ljusets slut